# Piazzetta dei Leoncini

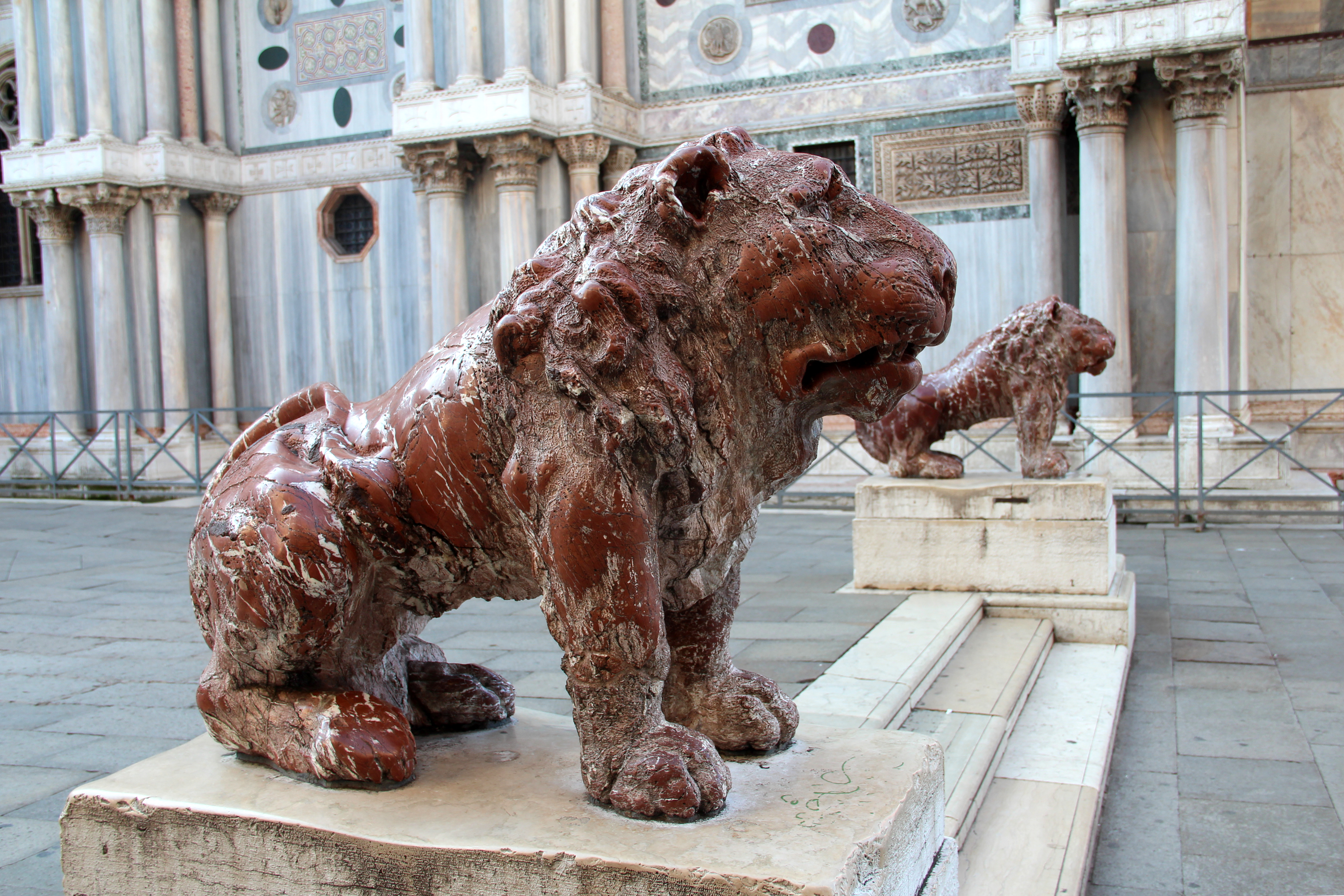
Lions en marbre rouge de Vérone (Giovanni Bonazza - 1722) de la Piazzetta dei Leoncini à Venise (Italie).

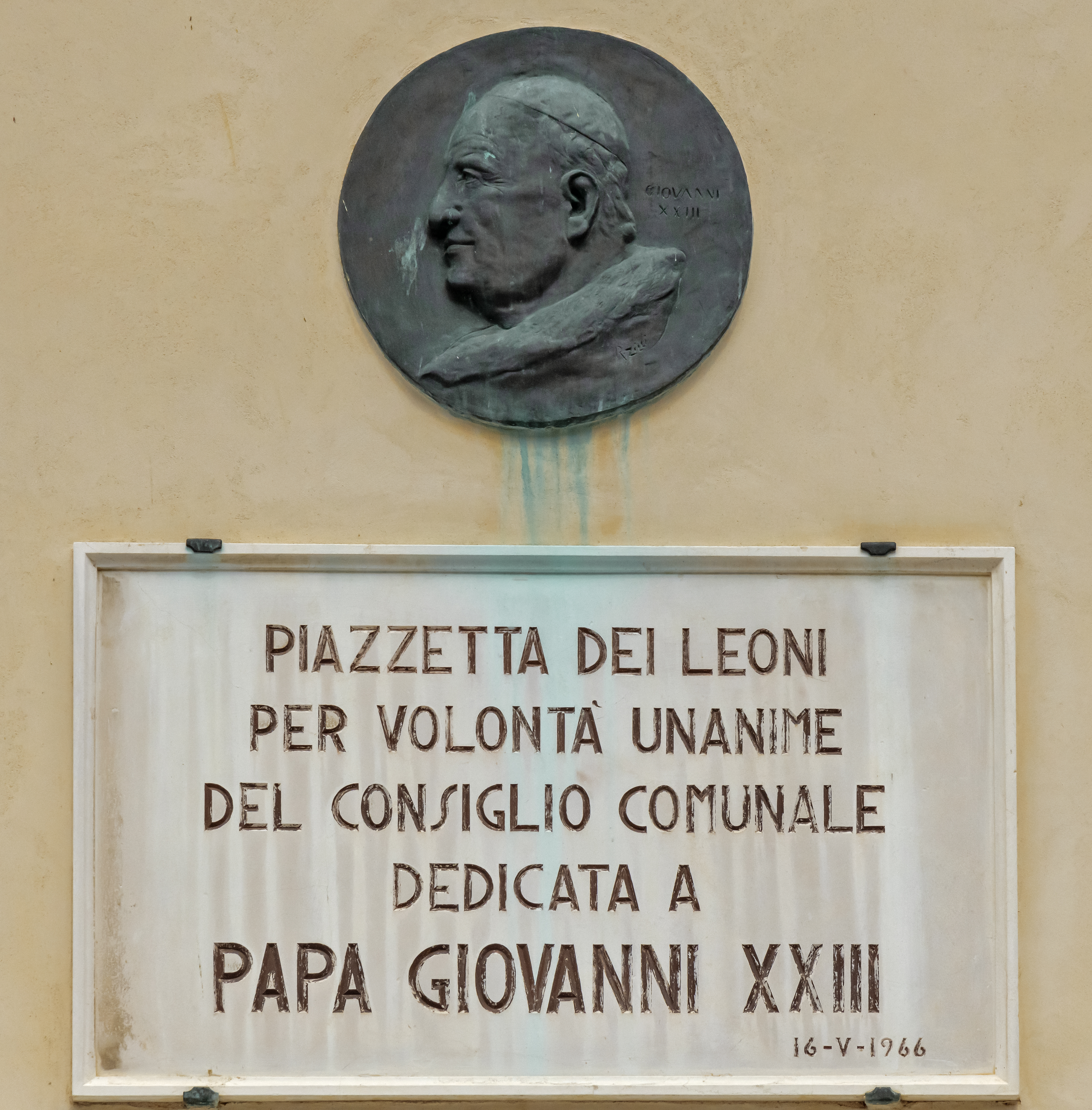
Plaque commémorative à la mémoire du Pape Jean XXIII

La piazzetta dei Leoncini (« petite place des Lionceaux » en français) est une petite place de la ville de Venise, en Italie. Elle est située du côté nord de la basilique Saint-Marc, près du Patriarcat de Venise et de la Calle San Basso. 
La place est connue pour ses statues de lions réalisées par sculpteur Giovanni Bonazza en 1722. 
Également sur la place, dans une alcôve de la basilique, se trouve le sarcophage de Daniele Manin, le président de la brève République de Saint-Marc, établie lors d'une rébellion en 1848 contre le régime des Habsbourg.
Face à la basilique une plaque commémorativ à la mémoire du pape Jean XXIII.